# Кудат
Кудат (малайск. Kudat) — город в малайской части острова Калимантан, в штате Сабах. Административный центр Кудата, самой северной и самой маленькой области штата Сабах, в состав которой также входят города Питас, Кота-Маруду и некоторые прибрежные острова. В Кудате есть один аэропорт — Кудатский аэропорт.
Население Кудата по данным на 2000 год составляет 68 242 человека, по данным на 1991 год — примерно 56 тысяч человек. В 2000 году примерно 10 % населения составляли китайцы.

## История
Город был основан 7 декабря 1881 года А. Х. Эвереттом из Компании Британского Северного Борнео и стал административным центром местного протектората Британское Северное Борнео. Однако в 1883 году административным центром протектората стало более безопасное место — город Сандакан.
В 1906 году в городе был основан Кудатский гольф-клуб, являющийся наиболее старым гольф-клубом на острове Калимантан, сохранившимся ныне.
Во время Второй мировой войны японская императорская армия поддерживала Кудатский аэродром.

## Физико-географическая характеристика
Город Кудат расположен на севере Калимантана, на 6 градусах и 53 угловых минутах северной широты и 116 градусах и 50 угловых минутах восточной долготы. Город Кота-Кинабалу, столица Сабаха, находится примерно в 190 км от Кудата. К востоку от Кудата располагается море Сулу, к западу — Южно-Китайское море.
Город Кудат расположен в зоне часового пояса UTC+8, в котором расположена вся Восточная Малайзия.